# Elizabeth Street
Elizabeth Street is een straat in Melbourne, Australië. De straat is vernoemd naar Elizabeth Bourke, de vrouw van Richard Bourke, of naar Elizabeth I van Engeland. De straat loopt van noord naar zuid door het zakendistrict van Melbourne. De straat maakt deel uit van het Hoddle Grid.
Aan Elizabeth Street bevinden zich allerlei bekende plekken van Melbourne, zoals Block Arcade, General Post Office, Queen Victoria Market en het Melbourne Central Shopping Centre. Op de hoek met Lonsdale Street bevindt zich de St Francis’ Church, de oudste rooms-katholieke kerk in Victoria. Deze kerk staat ook op het Victorian Heritage Register.

## Foto's

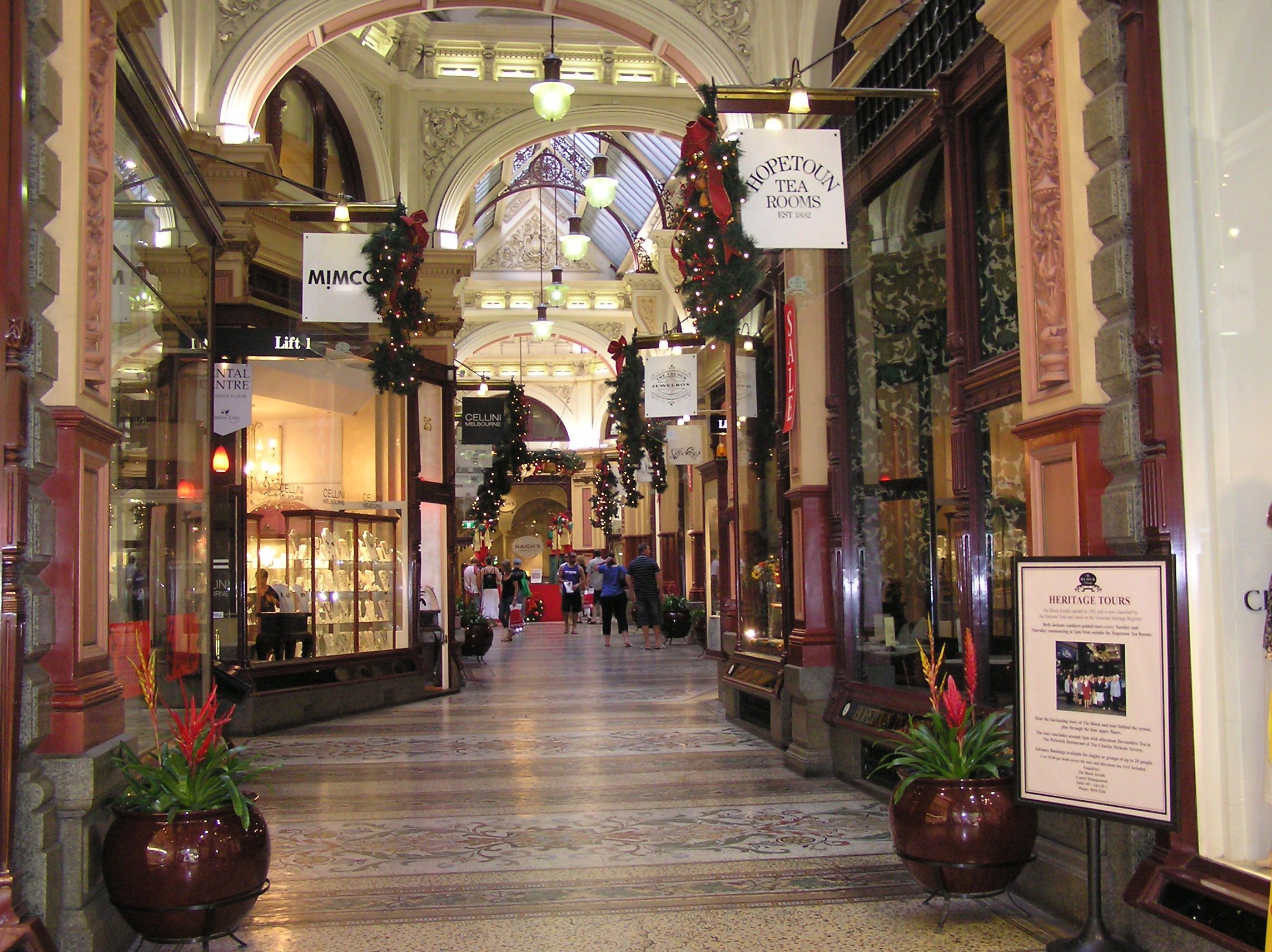
Block Arcade.
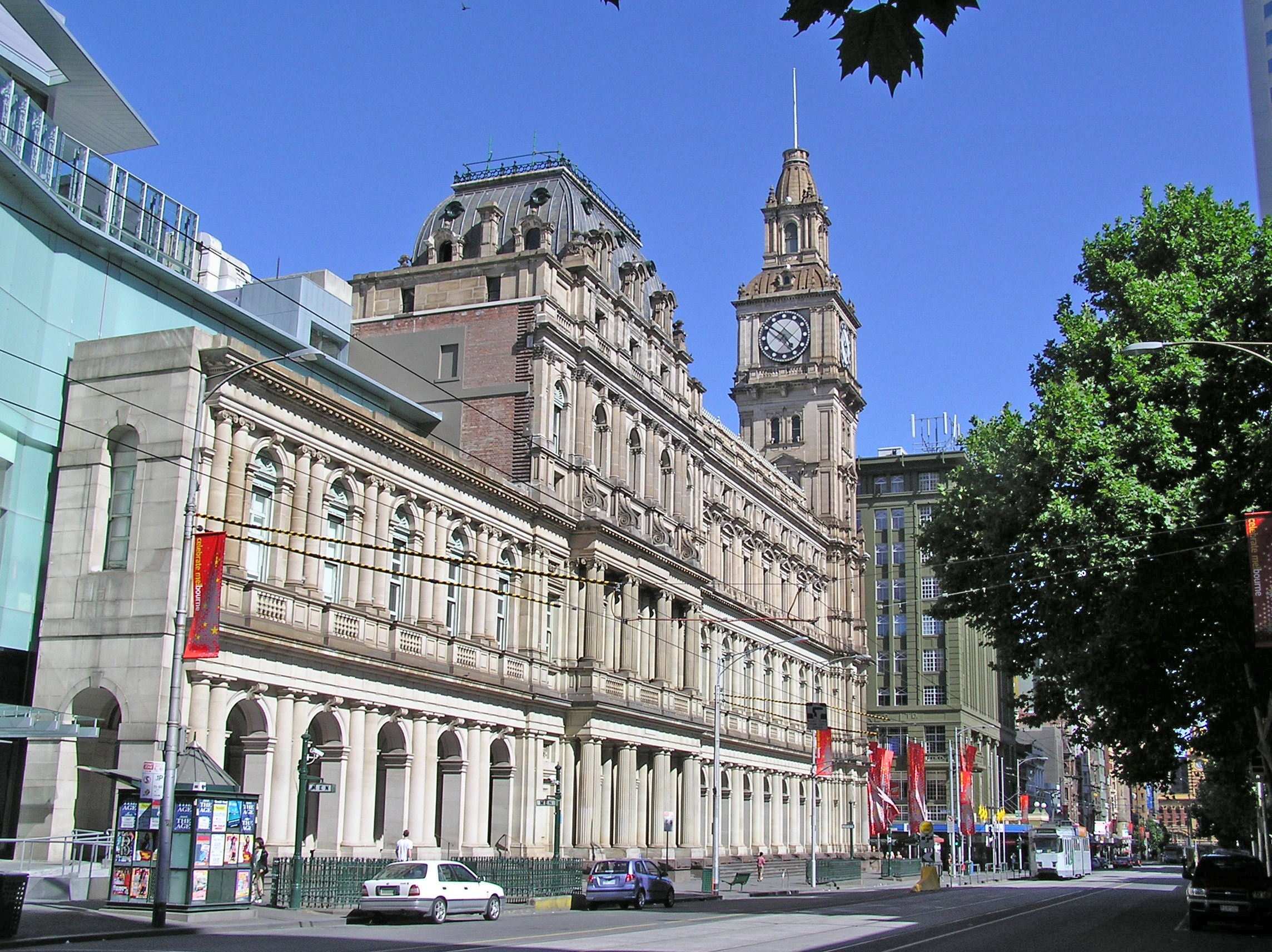
General Post Office.
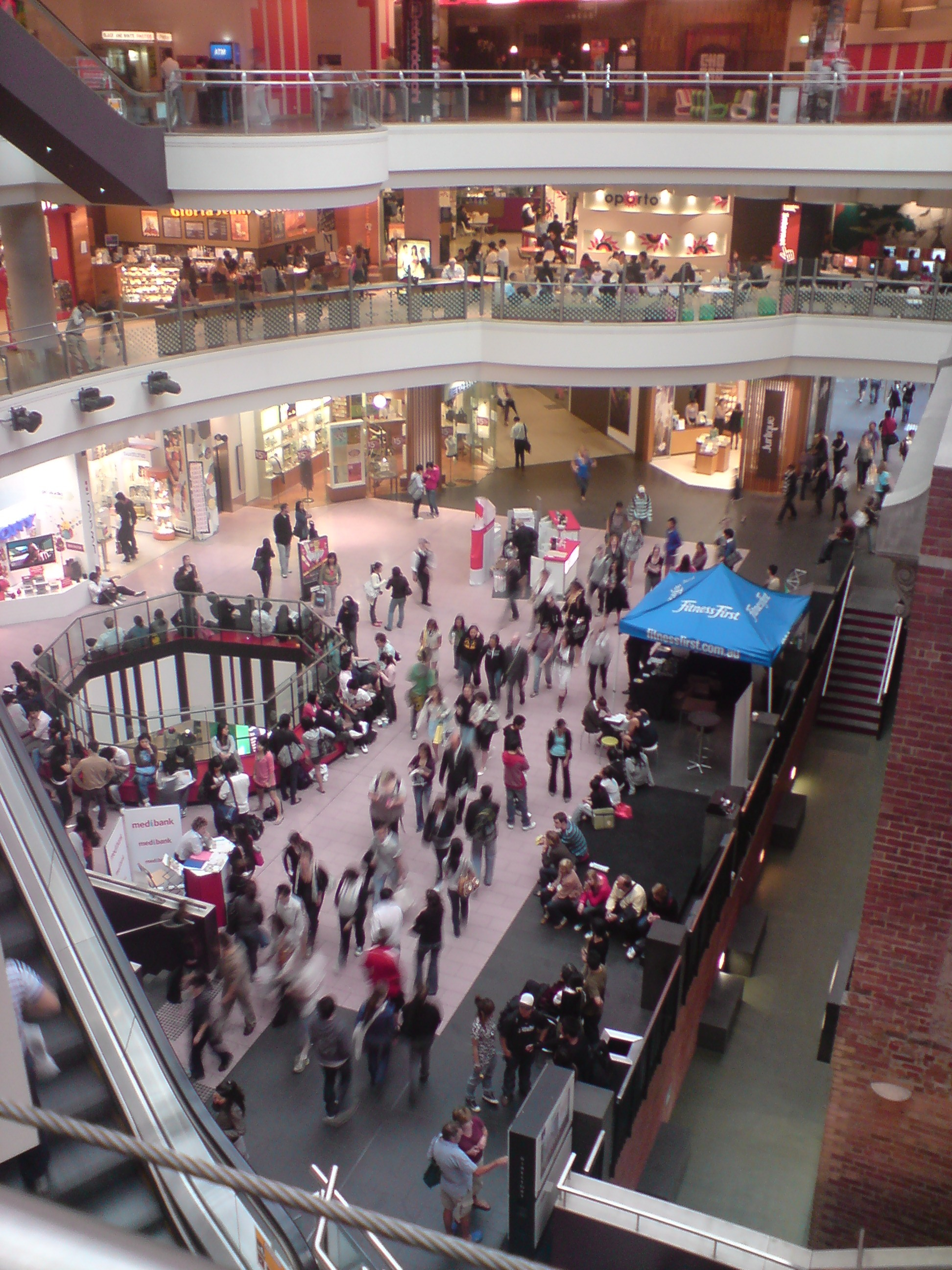
Melbourne Central Shopping Centre.
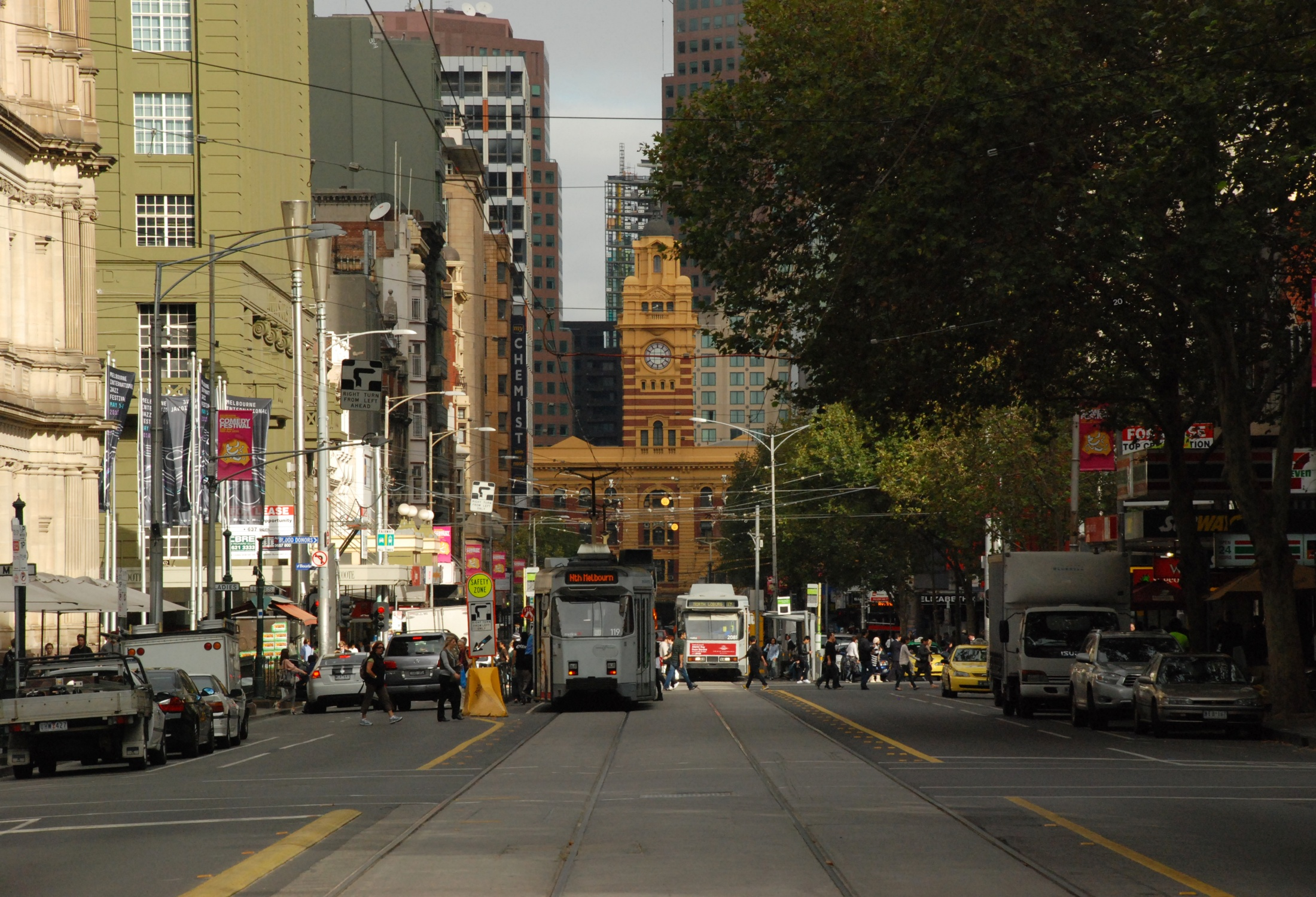
Flinders Street Station